# Epirinus scrobiculatus
Epirinus scrobiculatus là một loài bọ cánh cứng trong họ Bọ hung (Scarabaeidae).